# Makiełki
Makiełki ist eine traditionelle polnische Süßspeise aus Mohn und Nudeln, die vor allem in der polnischen Weihnachtstradition eine wichtige Rolle spielt.
Zubereitet werden Makiełki aus in Milch gekochtem Mohn, der anschließend gemahlen und mit Honig, Rosinen und Mandeln zu einer süßen Masse verarbeitet wird. Auch Orangeat, Zitronat und getrocknete Feigen werden gerne verwendet. Man stellt die Mohnmasse für längere Zeit kalt und gibt dann mindestens dieselbe Menge (oft hausgemachter) Nudeln darunter. Abschließend werden die Makiełki im Backofen erhitzt und leicht angeröstet.
In Zentralpolen sind Makiełki Bestandteil der althergebrachten festlichen Speisenfolge an Heiligabend, während man in Ostpolen dafür traditionell die nah verwandte Süßspeise Kutja bevorzugt. Auch Mohnpielen (Makówki), wie sie etwa in der schlesischen und brandenburgischen Küche verbreitet sind, und Mohnnudeln, wie man sie aus der österreichischen Küche kennt, stehen den polnischen Makiełki nahe.